# Pectenodoris trilineata
Pectenodoris trilineata is een zeenaaktslak die behoort tot de familie Chromodorididae. Deze slak komt voor in het westen van de Grote Oceaan, op een diepte van 5 tot 15 meter. De  soortaanduiding trilineata betekent 'drievoudig gestreept' en verwijst naar de drie opvallende oranje strepen op het lichaam.
De slak heeft een paarse kleur met drie opvallende oranje strepen. De mantelrand bestaat uit een zeer fijne lichtblauwe en donkerblauwe lijn. De rinoforen zijn oranje. Ze wordt, als ze volwassen is, zo'n 5 tot 15 mm lang. Ze voeden zich voornamelijk met sponzen.